# Regno di Dali
Il Regno di Dali, detto anche Grande Li (cinese tradizionale: 大理國; cinese semplificato: 大理国; pinyin: Dàlǐguó), era lo Stato del popolo bai che controllava i territori dell'odierna provincia cinese dello Yunnan. Fu fondato nel 937 da Duan Siping, al quale seguirono altri 21 sovrani fino al 1253, quando il regno venne sottomesso dall'Impero mongolo. La capitale era l'antica Dali, abbandonata dopo l'invasione mongola che pose fine al regno, ma che tuttora conserva significativi monumenti. Si trova nei pressi dell'odierna Dali, costruita durante il regno dell'imperatore Hongwu (1368-1398).

## Storia
Il Regno di Dali fu la continuazione del Regno di Nanzhao (letteralmente: il Regno del Sud), la cui dinastia era stata rovesciata da un colpo di Stato nel 902. Nel periodo che seguì tale evento, tre usurpatori furono i sovrani del paese, fino a quando Duan Siping, governatore militare di Tonghai, prese il potere nel 937 fondando il nuovo Regno di Dali e la dinastia Duan.
I re di Dali si avvalevano di un governo composto da quattro ministri. Fino al 1096, il territorio era diviso in regioni militari, a capo delle quali venivano posti membri del clan Duan o dei clan alleati. L'undicesimo re di Nanzhao aveva fatto del Buddhismo la religione di Stato. Tale tradizione fu osservata anche dai 22 sovrani di Dali, ferventi religiosi, 10 dei quali abdicarono per diventare monaci.
Nel 1080 la dinastia dei Duan fu interrotta dal primo ministro Yang Yizhen, che assassinò re Duan Lianyi e ne usurpò il trono. Il potere tornò ai Duan l'anno successivo dopo che Yizhen fu sconfitto da Gao Zilian, governatore di Shanchan, l'odierna Kunming, e dal figlio Gao Shengtai, che diventarono entrambi primo ministro. Nel 1095 fu lo stesso Shengtai ad assassinare re Duan Zhengming e ad impadronirsi del trono. Cambiò il nome al regno chiamandolo Da Zhong Guo. L'anno successivo il trono tornò al clan Duan dopo la morte di Shengtai, con il re Duan Zhengchun.
Questi avvenimenti segnarono una svolta nel paese, dopo la quale iniziò il periodo Hou Li (letteralmente "tardo Li"). Durante il nuovo corso della storia di Dali, si accentuò l'influenza della Cina dei Song. La scrittura cinese si diffuse in tutto il regno e le amministrazioni locali vennero riorganizzate sul modello cinese con l'adozione delle prefetture, che sostituirono le regioni militari.
Nel 1253 i mongoli attaccarono Dali guidati dal grande condottiero Kublai, che a quel tempo era un generale dell'impero retto dallo zio Munke. Gli invasori si trovarono di fronte grandi difficoltà dovute alla conformazione del terreno. La valle di Erhai, dove sorge la città, si trova su un altopiano circondato da aspre montagne e da brusche discese verso la pianura, rendendo il territorio della capitale facilmente difendibile. Si narra che fu grazie ad un tradimento che i mongoli vennero a conoscenza di un passaggio segreto tra le montagne e poterono espugnare la città, ponendo fine ai tre secoli di indipendenza di Dali ed ai cinque del Regno del Sud. Da allora, lo Yunnan è sempre rimasto sotto il dominio cinese.

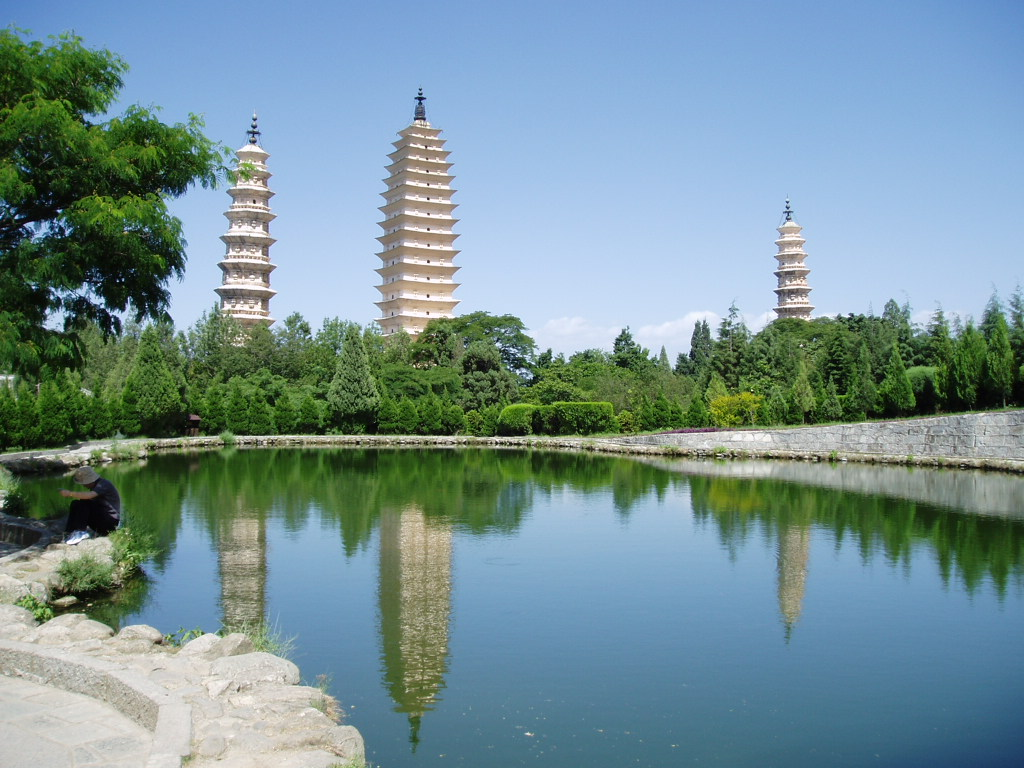
Le tre pagode dell'antica capitale del regno

Nel 1274, dopo che i mongoli avevano instaurato la dinastia Yuan sul trono di Pechino, venne formata l'attuale provincia dello Yunnan nel territorio che era stato del Regno di Dali. Le amministrazioni delle nuove prefetture della provincia furono affidate ad esponenti del clan Duan, subordinati al governatore mongolo della provincia. La capitale venne portata a Kunming e Dali declinò rapidamente. Lo splendore dell'antica capitale sarebbe stato premiato dal fondatore della dinastia Ming, l'imperatore Hongwu, che fece costruire nel 1382 nelle vicinanze l'odierna Dali, una cittadina maestosa tuttora in buono stato di conservazione, diventata un'importante meta del turismo internazionale.
L'antica Dali, divenuta oggi un piccolo villaggio, conserva importanti vestigia del passato, tra le quali spiccano le tre pagode, costruite tra il IX ed il X secolo.